# Zöldes nedűgomba
A zöldes nedűgomba (Gliophorus psittacinus, korábban Hygrocybe psittacina) fiatalon zöld, később sárga, nyálkával borított, kis kalapos gomba. Fogyasztása nem ajánlott.  

## Megjelenése
Kis gomba, kalapjának átmérője 1–4 cm. Fiatalon harang alakú, később kiterül, de közepe púpos marad. Széle áttetszően bordázott. A fiatal gomba kalapját (vagy esős időben később is) vastag, fénylő nyálkaréteg borítja. Színe kezdetben sötét- vagy olívazöld, ami a kalap közepétől kezdve sárgára, narancssárgára, húsvörösre változik; végül az idős gomba kifakul. A kalap húsa vékony, törékeny, zöldes színű. Íze, szaga nincs.
A kezdetben halványzöld majd kisárguló lemezek ritkán állók; alul íves, hasasodó lefutásúak; a tönkhöz nőttek. A nagy lemezek között a kalap szélétől induló kisebbek is megfigyelhetőek, amelyek nem érik el a tönköt. Spórapora fehér. Spórái oválisak, 7,5-9,5 mikrométer hosszúak és 4-6 mikrométer szélesek.
A tönk 3–7 cm magas, karcsú, sima felszínű, gyakran hajlott. Tövénél vékonyodó, de egyébként egyenletesen hengeres. Fent zöldes, alul inkább sárgás-narancssárgás színű. Szintén nyálkával borított.
Ehetőségét illetően megoszlanak a vélemények. Bár nyálkás és ízetlen, néhány darab fogyasztható, nagyobb mennyiségben azonban gyomor- és bélpanaszokat okozhat.   

### Hasonló fajok
A fiatal, zöld példányokat nem lehet mással összetéveszteni. A sárgásabbak hasonlítanak nyálkás nedűgombára, annak lemezei azonban lefutók; illetve a csúcsos nedűgombára és a feketedő nedűgombára is. Idős, kifakult példányait nehéz megkülönböztetni a többi rokon fajtól.

## Elterjedése és termőhelye
Európában, a Távol-Keleten (Japán, Korea), Észak- és Dél-Amerikában, Grönlandon és a Kanári-szigeteken is honos. Magyarországon viszonylag ritka, inkább a domb- és hegyvidékek nitrogéndús talajú lombos és vegyes erdeiben, nedves réteken lehet találkozni vele. Az Alpokban 2500 méterig hatol. 

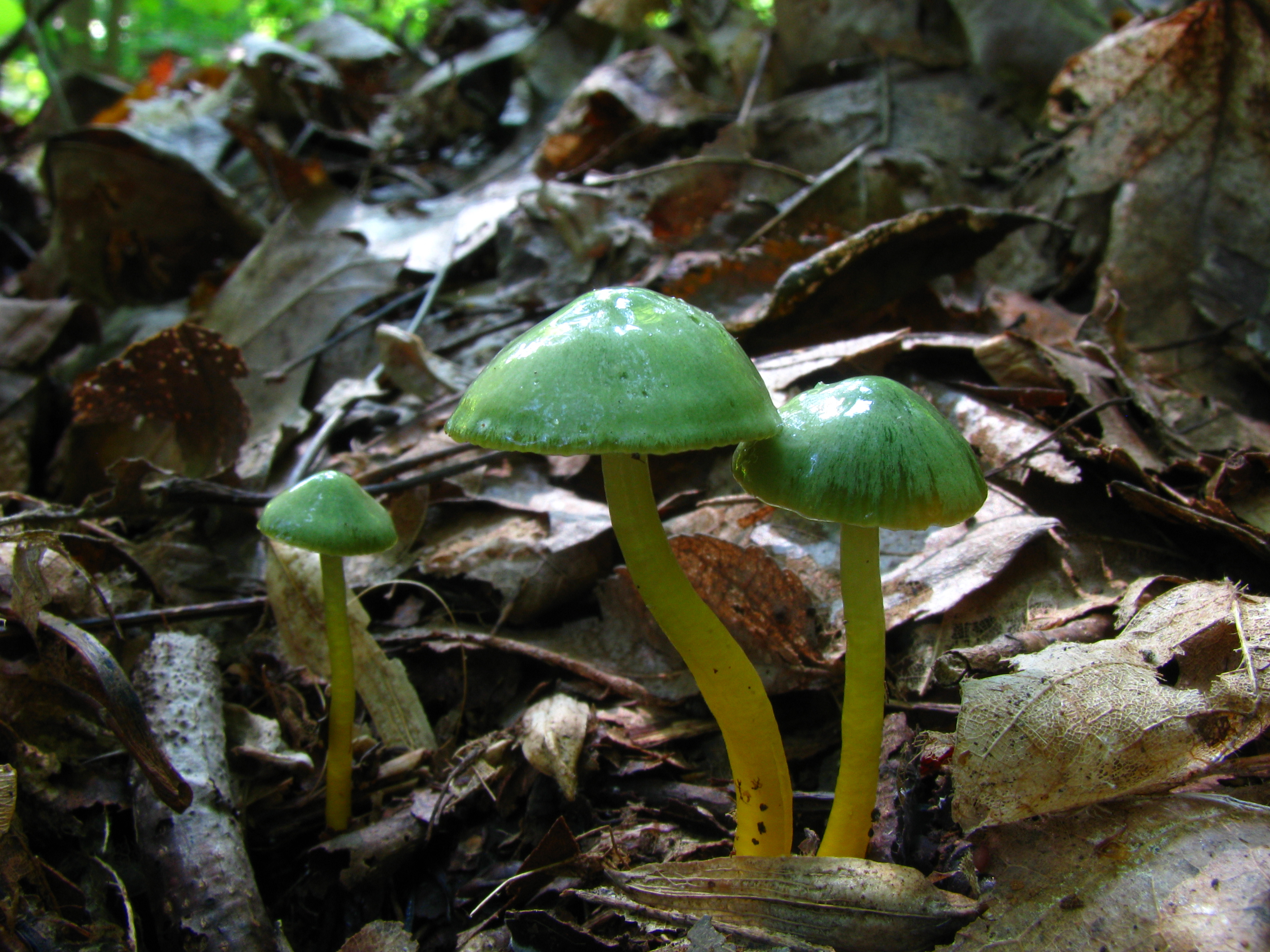
Fiatal nedűgomba
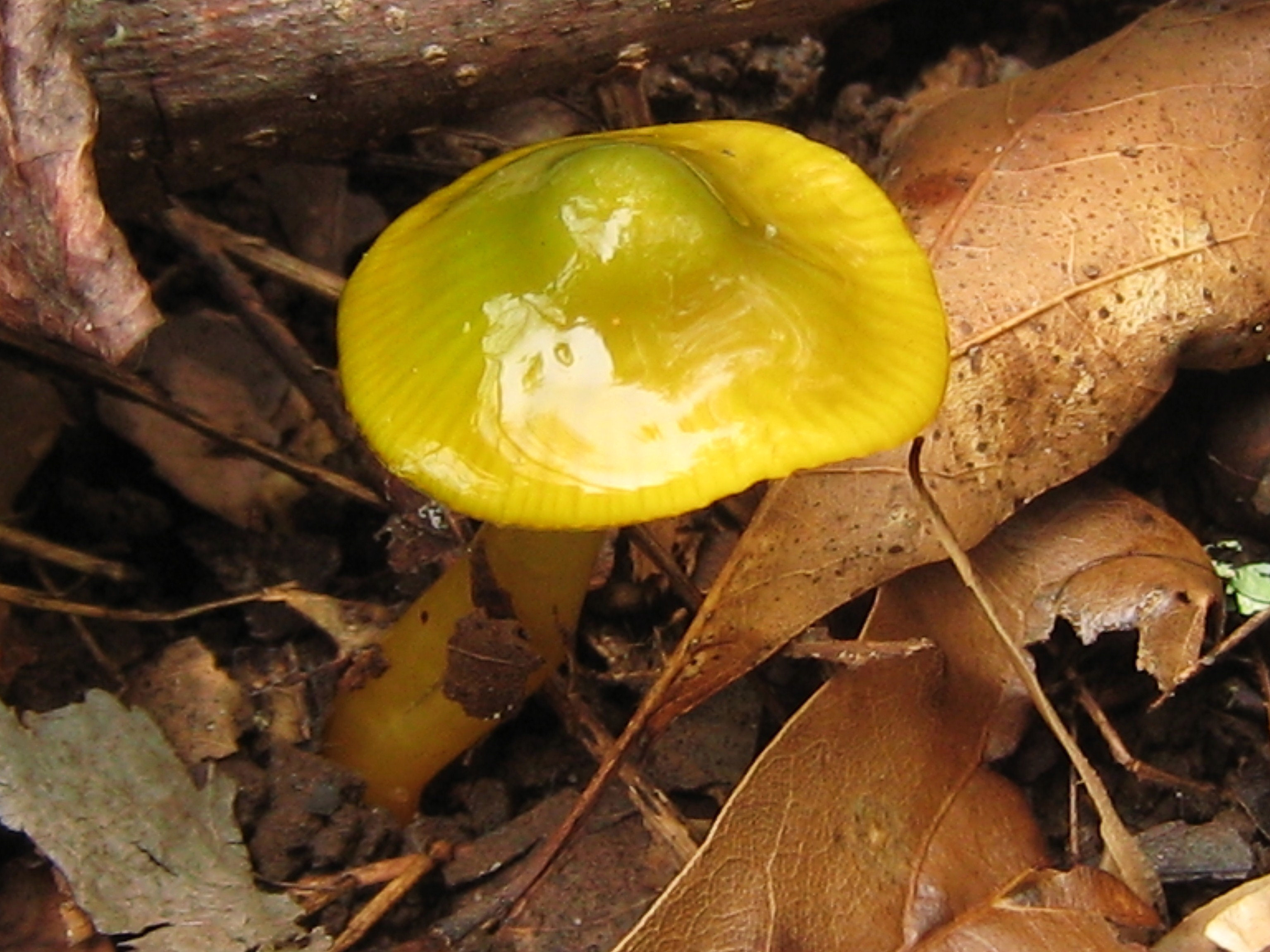
Sárguló példány
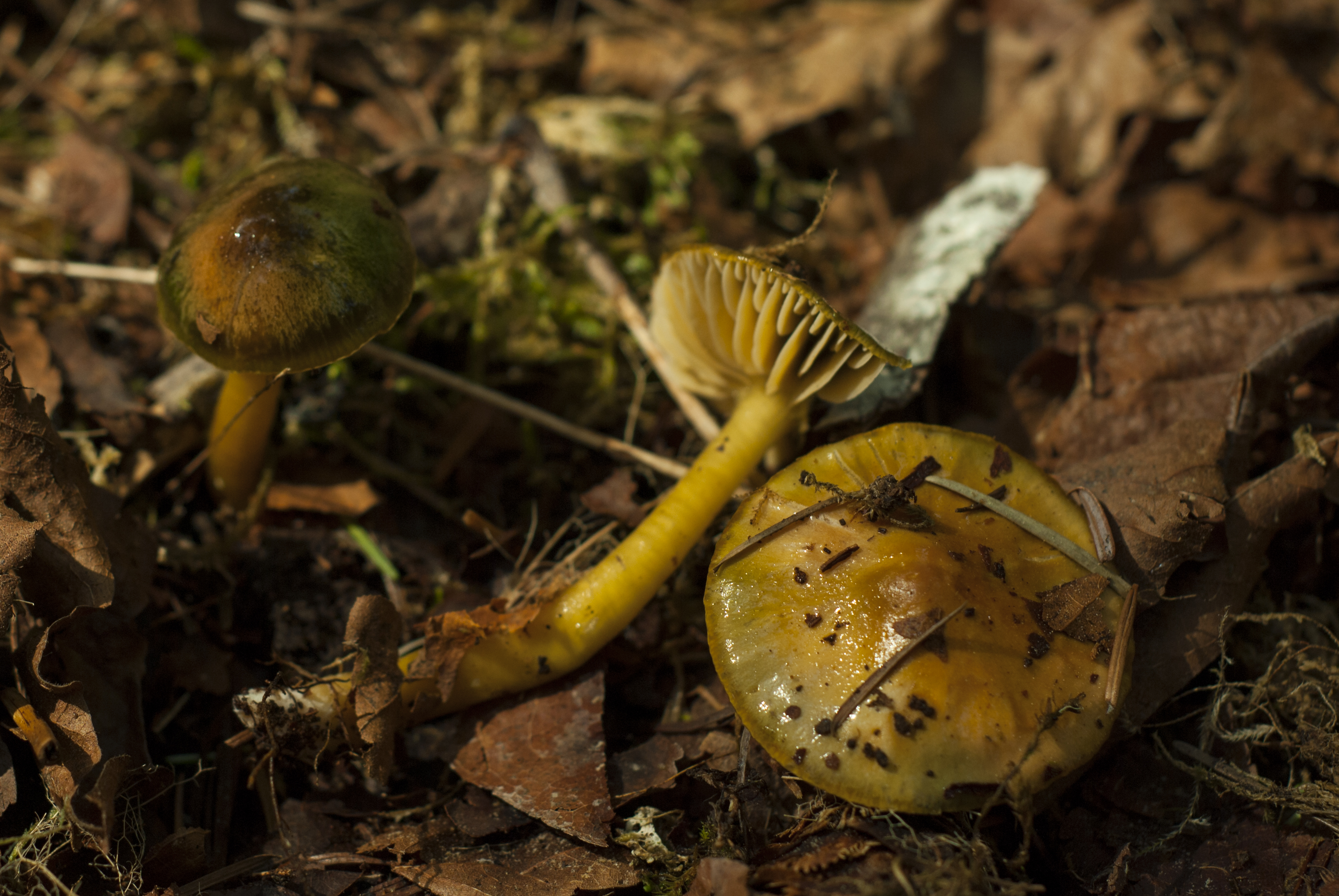
Idős, kifakult gomba
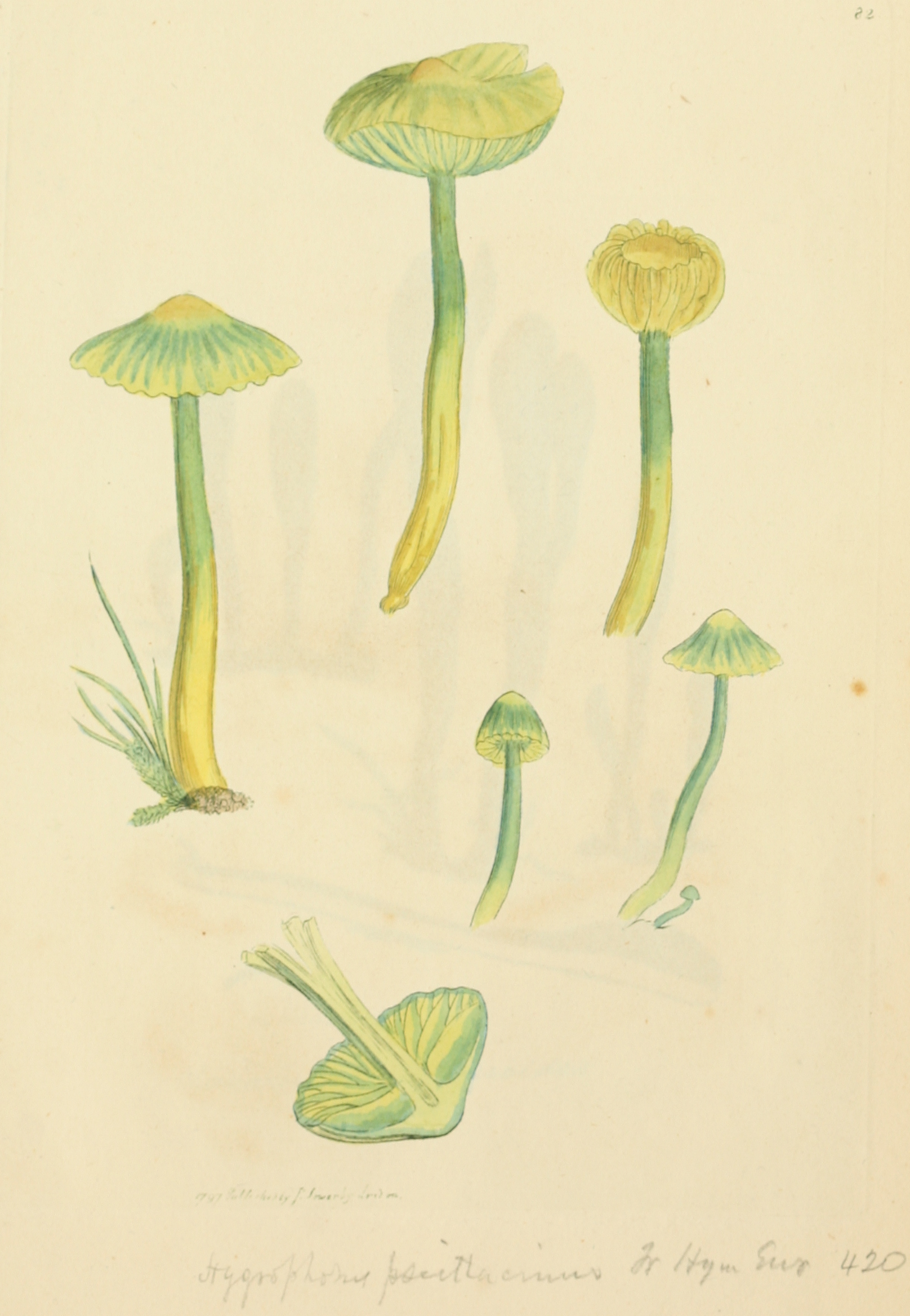
18. századi ábrázolása